# Hybomitra kavumuensis
Hybomitra kavumuensis är en tvåvingeart som beskrevs av Alex Fain och Elsen 1981. Hybomitra kavumuensis ingår i släktet Hybomitra och familjen bromsar.
Artens utbredningsområde är Kongo. Inga underarter finns listade i Catalogue of Life.